# Терки (приток Миссисипи)
Терки (англ. Turkey River) — река на северо-востоке штата Айова (США), правый приток реки Миссисипи. Длина реки составляет 246 км.

## География

Бассейн реки Терки

Исток реки Терки находится в округе Хауард (Айова), на высоте около 390 м. После этого река течёт преимущественно в юго-восточном направлении, протекая по айовским округам Хауард, Уиннешик, Фейетт и Клейтон. На высоте 278 м в Терки впадает правый приток Литл-Терки (англ. Little Turkey River), на высоте 212 м — левый приток Робертс-Крик (англ. Roberts Creek), на высоте 198 м — правый приток Волга, и на высоте 196 м — правый приток Элк-Крик (англ. Elk Creek). Река Терки впадает в реку Миссисипи на высоте 185 м в округе Клейтон, немного южнее города Гаттенберг, напротив находящегося на другом берегу Миссисипи города Касвилл (штат Висконсин).
По реке Терки проходит 158-километровый водный маршрут «Turkey River Water Trail», начинающийся на её притоке Литл-Терки, а затем проходящий от Эльдорадо до места впадения реки Терки в Миссисипи.
Площадь водосборного бассейна реки Терки — около 4000 км². Помимо округов, по которым протекает река Терки, её бассейн также охватывает айовские округа Чикасо, Алламаки и Делавэр, по которым протекают её притоки Литл-Терки, Робертс-Крик и Элк-Крик.
Средний расход воды в реке Терки вблизи города Гарбер — 29,6 м³/c (по усреднённым данным 1913—2013 годов).

## Фауна
В реке Терки и её притоках наблюдали по крайней мере 74 вида рыб. В частности, там водятся малоротый окунь (Micropterus dolomieu), красноглазый каменный окунь (Ambloplites rupestris), светлопёрый судак (Sander vitreus), обыкновенная щука (Esox lucius), белый американский окунь (Morone chrysops), а также три вида форелей, девять видов чукучановых (Catostomidae) и семь видов Etheostomatinae. Ниже по течению от плотины Элкейдера водятся канальный сомик (Ictalurus punctatus), оливковый сомик (Pylodictis olivaris) и канадский судак (Sander canadensis).
Из других животных в районе реки водятся олени, койоты, бобры, а также канадская выдра (Lontra canadensis) и ондатра (Ondatra zibethicus). Из птиц встречаются белоголовый орлан (Haliaeetus leucocephalus), красноплечий канюк (Buteo lineatus), большая голубая цапля (Ardea herodias), опоясанный пегий зимородок (Megaceryle alcyon), а также дикая индейка (Meleagris gallopavo).

## Мосты
Через реку Терки сооружено несколько мостов, по которым, в частности, проходят федеральные автомобильные трассы US 63, US 18 и US 52. В городе Элкейдер реку Терки пересекает мост Кистон. Этот 105-метровый мост, построенный в 1889 году из известняка, является местной достопримечательностью. В 1976 году он был включён в Национальный регистр исторических мест США.